# Kvasziliv
Kvasziliv (Квасилів, oroszul Квасилов – Kvaszilov) városi jellegű település Ukrajna Rivnei területének Rivnei járásában, Rivne déli elővárosa. A városközponttól 5 km-re délre fekszik, a Rivnét délről elkerülő főút és az Usztje-folyó mentén. A 2001-es népszámláláskor 7,5 ezer lakosa volt. Vasútállomás a Rivne–Zdolbunyiv vonalon. Elsősorban lakótelepülés, szinte teljesen egybeépült Zdolbunyivval. 1868-ban alapították, 1919-1939 között Lengyelországhoz tartozott, 1959-ben városi jellegű településsé nyilvánították. 1940-ben alapított öntödéje és fémárugyára a többek között csöveket, csatornafedőket és fém szeméttárolókat előállító KZKO Rt. .